# Accompagnatore
Un accompagnatore è una persona di sesso maschile o femminile che fornisce servizi sentimentali e sessuali dietro corresponsione di una somma di denaro.

## Caratteristiche
Diversamente dalle prostitute e dai gigolò comuni, non adescano i clienti per la strada. Non operano infatti presso case chiuse o bordelli, nemmeno nelle nazioni in cui esistono, anche se possono lavorare appoggiandosi a un'agenzia. Il cliente prende un appuntamento contattando un numero di telefono, da cui l'altro termine ragazza/o squillo (usato quasi esclusivamente al femminile e corrispondente all'inglese call girl, "ragazza a chiamata").
Un'altra differenza con le forme di prostituzione tradizionali è data dal costo, che è più alto, anche perché i servizi sono maggiori e generalmente rivolti a una clientela di ceto economico elevato. La gamma dei servizi offerti dalle accompagnatrici e dagli accompagnatori può variare. A seconda dei casi può anche non includere prestazioni sessuali ma limitarsi alla compagnia e a consentire al/alla cliente di "sfoggiare" in pubblico una/un compagna/o attraente e invidiabile. Le escort, oltre che a fornire prestazioni sessuali, possono anche essere invitate ad "abbellire" feste o cene, dove devono far ben figurare la persona che accompagnano (ad esempio in un evento importante). Talvolta l'impiego della escort viene effettuato anche da modelle come secondo lavoro.
Gli accompagnatori e le accompagnatrici pubblicizzano spesso i loro servizi tramite piccoli annunci sui quotidiani o tramite internet, anche se un intermediario, come un'agenzia di accompagnatori (sebbene più spesso si tratti di accompagnatrici), può promuovere il servizio con forme pubblicitarie più sofisticate.

## Uso del termine inglese
L'uso della parola escort non era molto diffuso nella lingua italiana fino a pochi anni fa, specie con questo senso (almeno non nel "grande pubblico"); ad esempio il Sabatini-Coletti riporta i soli significati di "guida turistica" e "scorta". In seguito allo scandalo della politica italiana scoppiato a giugno del 2009 i media hanno fatto un uso massiccio del termine che di conseguenza nell'immaginario popolare viene ora più spesso collegato agli scandali politici legati al sesso.